# Sporofillo
Lo sporofillo è una foglia che porta gli sporangi.
Con le pteridofite compaiono i primi organi veri che formano il cormo. Tra essi, la foglia assume caratteristiche tali da diventare l'organo della fotosintesi per eccellenza: vi si concentrano i pigmenti fotosintetici e aumenta la superficie esposta al sole. Quindi, la funzione principale della foglia, dalla quale dipende la sua forma appiattita ed il colore verde, è quella di nutrire l'organismo, producendo zuccheri a partire da anidride carbonica e acqua con l'energia della luce. La foglia è quindi detta trofofillo (cioè foglia che nutre). Nelle felci, però, essa assume anche funzione riproduttiva, poiché sulla sua superficie si formano le spore, contenute in sporangi, a loro volta riuniti in gruppi detti sori. Essa diviene allora anche uno sporofillo che, svolgendo anche funzione fotosintetica, è meglio chiamato trofosporofillo.
La tendenza evolutiva dalle pteridofite in poi è quella di attribuire a foglie diverse la funzione nutritiva (trofofilli) e quella riproduttiva (sporofilli). In ultima analisi, nelle piante superiori, gli sporofilli vengono riuniti, insieme ad altre foglie modificate sterili, nel fiore. Per questo, lo stame è uno sporofillo (microsporofillo), mentre il pistillo deriva dai cosiddetti carpelli, o foglie carpellari, che sono pure sporofilli (megasporofilli).